# 金杉恭三
金杉 恭三（かなすぎ やすぞう、1956年5月29日 - ）は、日本の実業家。あいおいニッセイ同和損害保険株式会社代表取締役会長、同社前代表取締役社長、MS&ADインシュアランスグループホールディングス株式会社代表取締役副会長。

## 略歴
- 1979年 4月 大東京火災海上保険株式会社入社
- 1992年 4月 東京営業第五部 立川支店長
- 1996年 4月 人事部 企画チーム 主査
- 1998年 4月 人事部 人事・研修チーム長
- 2000年 4月 統合推進室 担当部長
- 2001年 4月 社長室 構造革新グループ 特命部
- 2002年 4月 経営企画部長
- 2003年 4月 東京中央支店長
- 2006年 4月 人事企画部長
- 2008年 4月 常務役員 人事企画部長
- 2009年 4月 執行役員
- 2010年 10月  あいおいニッセイ同和損害保険株式会社 執行役員
- 2012年 6月  取締役常務執行役員
- 2013年 4月  取締役専務執行役員
- 2014年 6月 MS&ADインシュアランスグループホールディングス株式会社 取締役執行役員
- 2016年 4月 代表取締役社長
- 2016年 4月 MS&ADインシュアランスグループホールディングス株式会社 代表取締役
- 2020年 6月 MS&ADインシュアランスグループホールディングス株式会社 代表取締役副会長(現職)
- 2022年 4月 代表取締役会長(現職)

## 人物・来歴
東京都出身。早稲田大学高等学院を経て、1979年早稲田大学政治経済学部卒業。大東京火災海上保険株式会社（現あいおいニッセイ同和損害保険株式会社）に入社した。
これまで2度の合併を行ってきた同社において、合併作業の中心的な役割を果たしてきた人物。